# هاله‌لویا جانکشن (کالیفرنیا)
هاله‌لویا جانکشن (به انگلیسی: Hallelujah Junction) یک منطقهٔ مسکونی در ایالات متحده آمریکا است که در شهرستان لاسن، کالیفرنیا واقع شده‌است. هاله‌لویا جانکشن ۱٬۵۳۴ متر بالاتر از سطح دریا واقع شده‌است.